# 萨韦罗
萨韦罗，是西班牙卡斯蒂利亚-莱昂莱昂省的一个市镇。 总面积25平方公里，总人口1727人（001年），人口密度69人/平方公里。